# Делория, Филип
Филип (Фил) Джозеф Делория (Philip (Phil) J. (Joseph) Deloria; род. 27 февраля 1959, США) — американский историк, видный индеанист происхождением из коренных американцев. Доктор философии (1994), профессор Гарварда. Член Американского философского общества (2021).
Происхождением из интеллигентной семьи коренных американцев, сын видного общественного деятеля коренных американцев XX в. Vine Deloria Jr.
Получив степень магистра в области журналистики «…понял, что в лучшем случае я средний писатель, с плохим владением грамматикой и склонностью к многословию».
Степень доктора философии по американистике получил в Йеле. На протяжении шести лет преподавал в Университете Колорадо, а затем в Мичиганском университете с 2001 по 2017 год.
Ныне именной профессор (Leverett Saltonstall Professor) истории Гарварда, где числится с 2018 года. Член Американской академии искусств и наук.
Автор нескольких книг. Первая вышла на основе его диссертации — Playing Indian (1998). В 2004 году выпустил свою вторую монографию — Indians in Unexpected Places. Соавтор книги American Studies: A User’s Guide (2017). Последняя книга — Becoming Mary Sully: Toward an American Indian Abstract (University of Washington Press, 2019), посвящена его двоюродной бабушке, художнице. Соредактор The Blackwell Companion to American Indian History (2002) и C.G. Jung and the Sioux Traditions (2009).
Супруга — Пегги Бернс.